# Kolonialarchitektur in Nordamerika

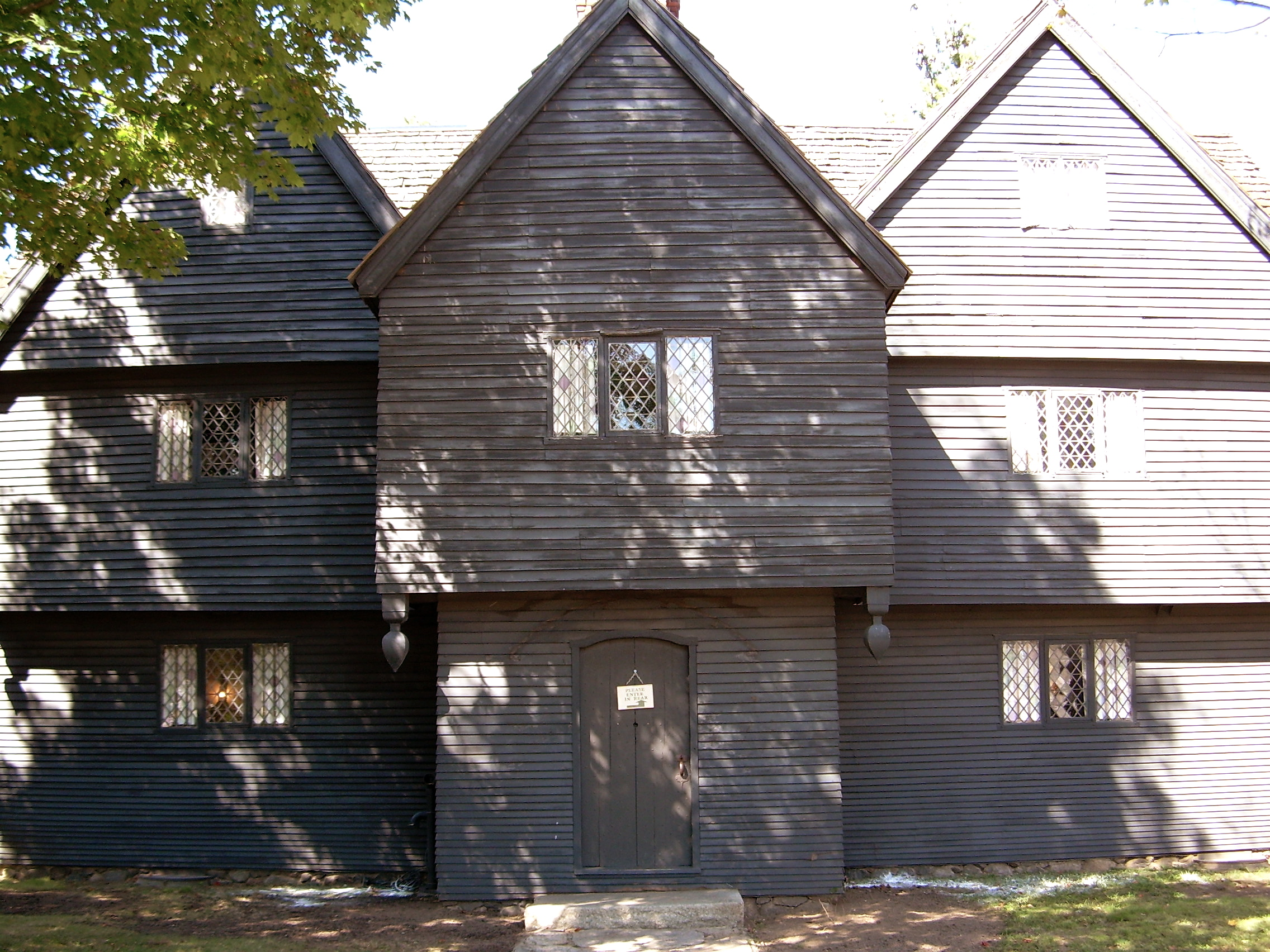
Corwin House in Salem (Massachusetts), ca. 1660, First Period English

Die Kolonialarchitektur, in der in Nordamerika zwischen ungefähr 1600 und 1850 Häuser, Kirchen und Regierungsgebäude erbaut wurden, hat mehrere Unterstile, je nachdem von welcher Kolonialmacht bzw. welcher Einwanderergruppe sie stammt. Man unterscheidet zwischen First Period English, dem französischen, spanischen, niederländischen und deutschen Stil sowie der späteren georgianischen Architektur.

## Regionale Unterarten
Einige relativ gut abgrenzbare Regionalstile werden vor allem in den Vereinigten Staaten unterschieden.

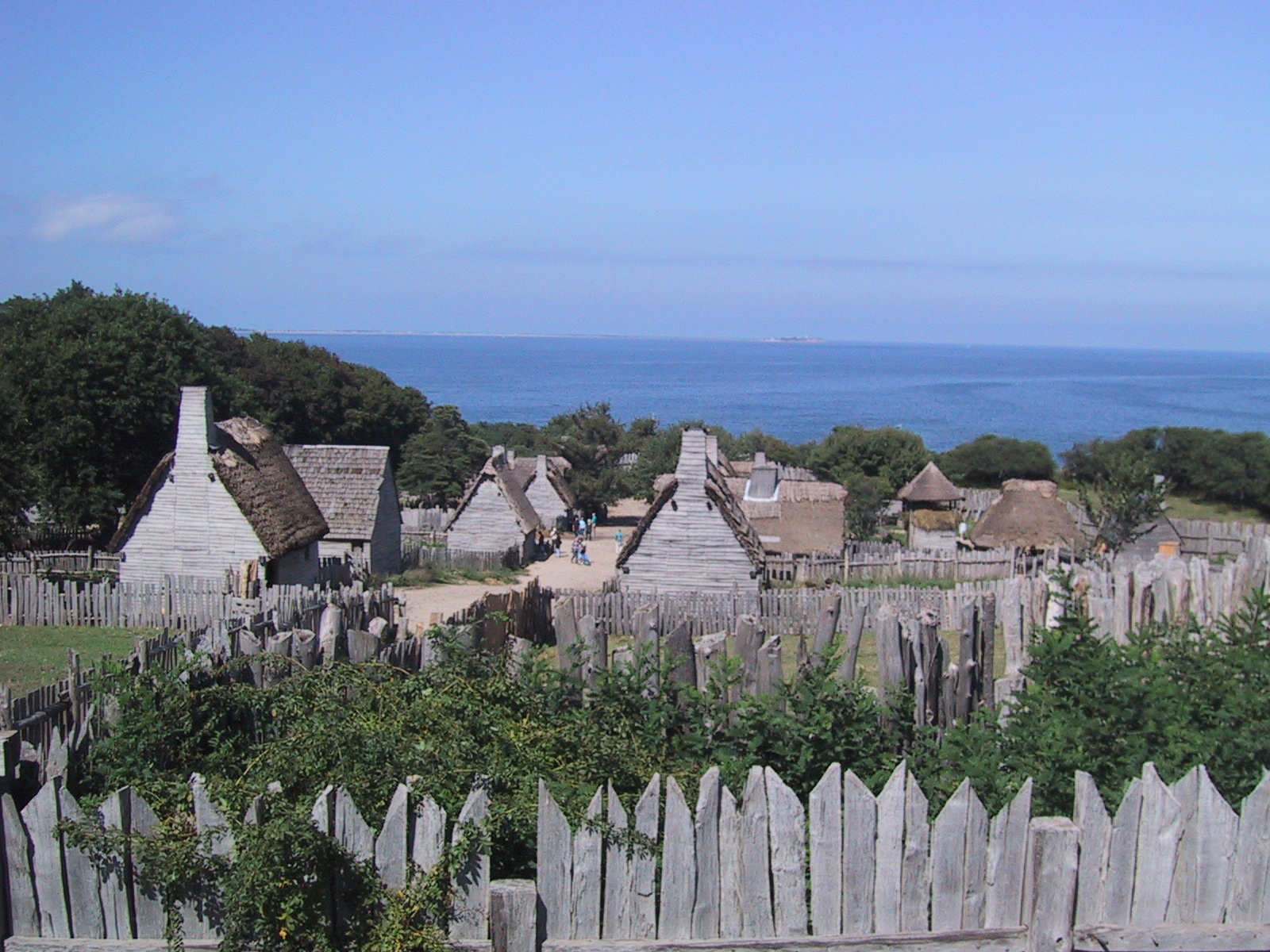
Rekonstruktion der Plymouth Colony der Pilgerväter in Plimoth Plantation, vier Kilometer entfernt vom historischen Standort nahe Plymouth (Massachusetts)

Die Dreizehn Kolonien sind von Stilen und Bautechniken aus England (und in geringerem Ausmaß von anderen Teilen Europas) geprägt, beginnend mit der jakobinischen Architektur, die zur Zeit der Pilgerväter in England und Schottland vorherrschte. Doch entstanden in den Kolonien zunächst keine anspruchsvollen Bauten in diesem Stil; Siedlungen wie Jamestown Colony und Plymouth Colony waren bescheidene Bauerndörfer mit kleinen Holzhäusern im Stil der Bauernhäuser Südwestenglands.
Niederländische Kolonialbauten finden sich hauptsächlich im Tal des Hudson River sowie auf Long Island und im nördlichen New Jersey. Stilistisch von den Niederlanden und Flandern geprägt, wird Stein als Material häufiger eingesetzt als in Neuengland.
Am unteren Delaware River waren die ersten Bauten schwedisch geprägt. Hier wurden die ersten Blockhäuser vom Typ der Log Cabin nach Amerika gebracht.
In Maryland, Virginia, North und South Carolina, findet sich ein Stil namens „Southern Colonial“. Typisch sind 1½-stöckige Ziegelhäuser, oft mit großen Kaminen an den Seiten der Häuser. Eine spezielle Ausprägung des Greek Revival wurde auch Antebellum-Architektur genannt; eine Vielzahl von erhaltenen Beispielen aus dem 19. Jahrhundert weist etwa Charleston (South Carolina) auf.
Nach 1680 entwickelte sich in Pennsylvania ein Stil namens Pennsylvania Colonial, der bereits zur georgianischen Architektur gerechnet wird. Die Pennsylvania Dutch im Südosten dieses Staates entwickelten im 18. Jahrhundert einen eigenen deutsch geprägten Stil.
Außerhalb der Dreizehn Kolonien sind die Architekturformen von den früheren Kolonialmächten der jeweiligen Gegend geprägt. In Kanada (vor allem Québec) und im Tal des Mississippi (vor allem Louisiana) ist die Architektur französisch geprägt, während sie im Südwesten und in Florida von spanischer Barock- und Rokokoarchitektur abstammt. Natchez (Mississippi) ist hingegen berühmt für die Antebellum-Architektur des Greek Revival.

### Französischer Kolonialstil

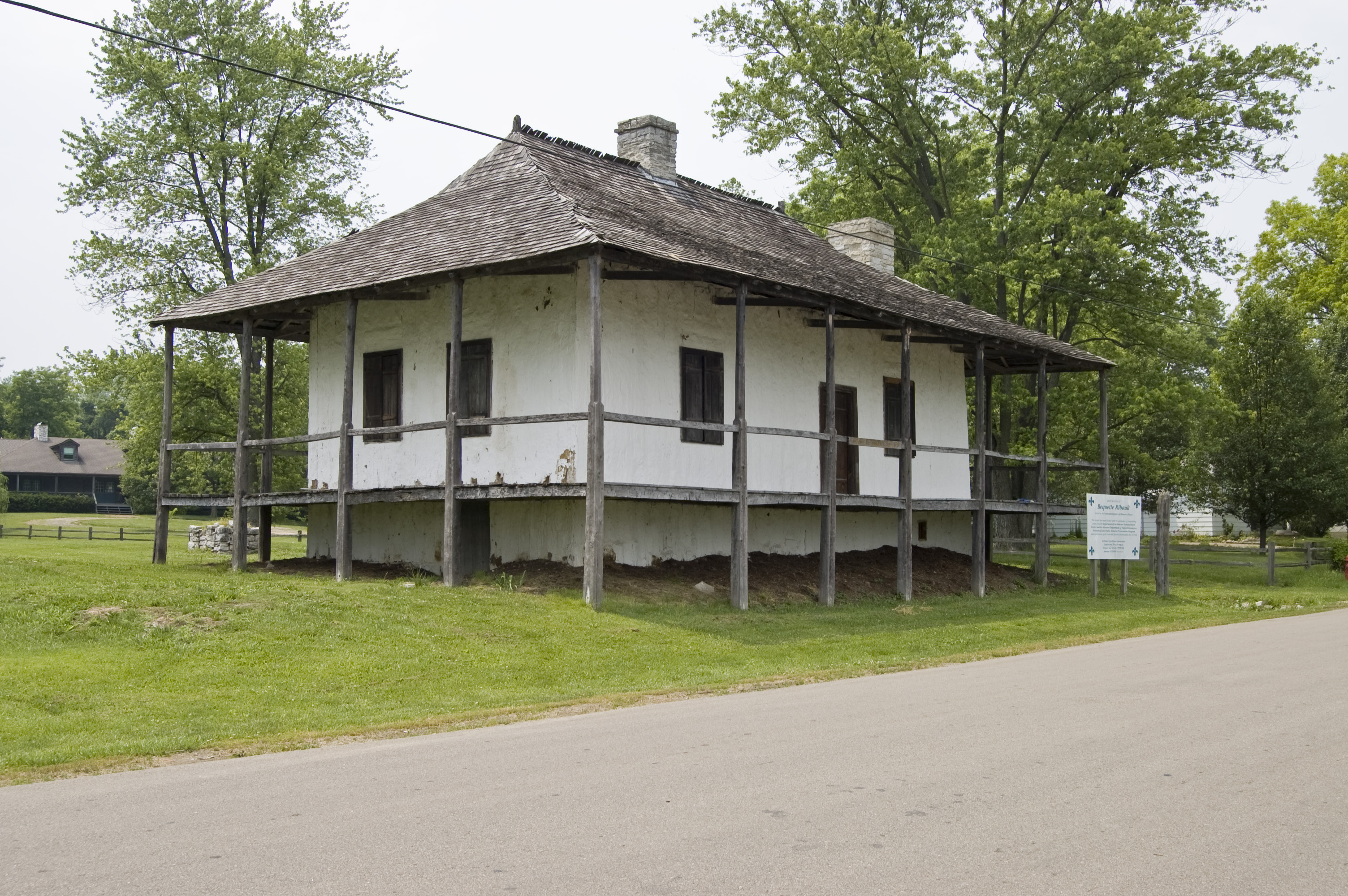
Bequette-Ribault House in Sainte Geneviève (Missouri), 1778, französischer Kolonialstil

Der französische Kolonialstil entwickelte sich nach der Gründung Québecs 1608 und New Orleans’ 1718, welches die beiden Zentren waren, von denen aus er sich über das Tal des Mississippi ausbreitete.
Das typische frühe Kolonialhaus in der Mississippi-Gegend war ein sogenannter "Poteaux-en-terre", das auf vertikal in den Boden gesetzten Zederstämmen gebaut wurde. Diese einfachen Häuser hatten doppelt geneigte Walmdächer und waren wegen der Sommerhitze von Umgängen (Galerien) umgeben.
Um 1770 entwickelte sich daraus der Stil der sogenannten "Briquette-entre-poteaux" (kleine Ziegel zwischen Pfosten), wie sie für New Orleans typisch sind. Diese Häuser hatten oft doppelte Türstöcke, Dachgauben und Fensterläden.
Um 1825 wurde in Überschwemmungsgebieten die "raised cottage" entwickelt, bei denen die Häuser auf erhöhte Ziegelmauern gesetzt wurden. Dieses Erdgeschoss blieb in trockenen Zeiten kühl und wurde zum Kochen oder als Lager verwendet.

### Spanischer Kolonialstil

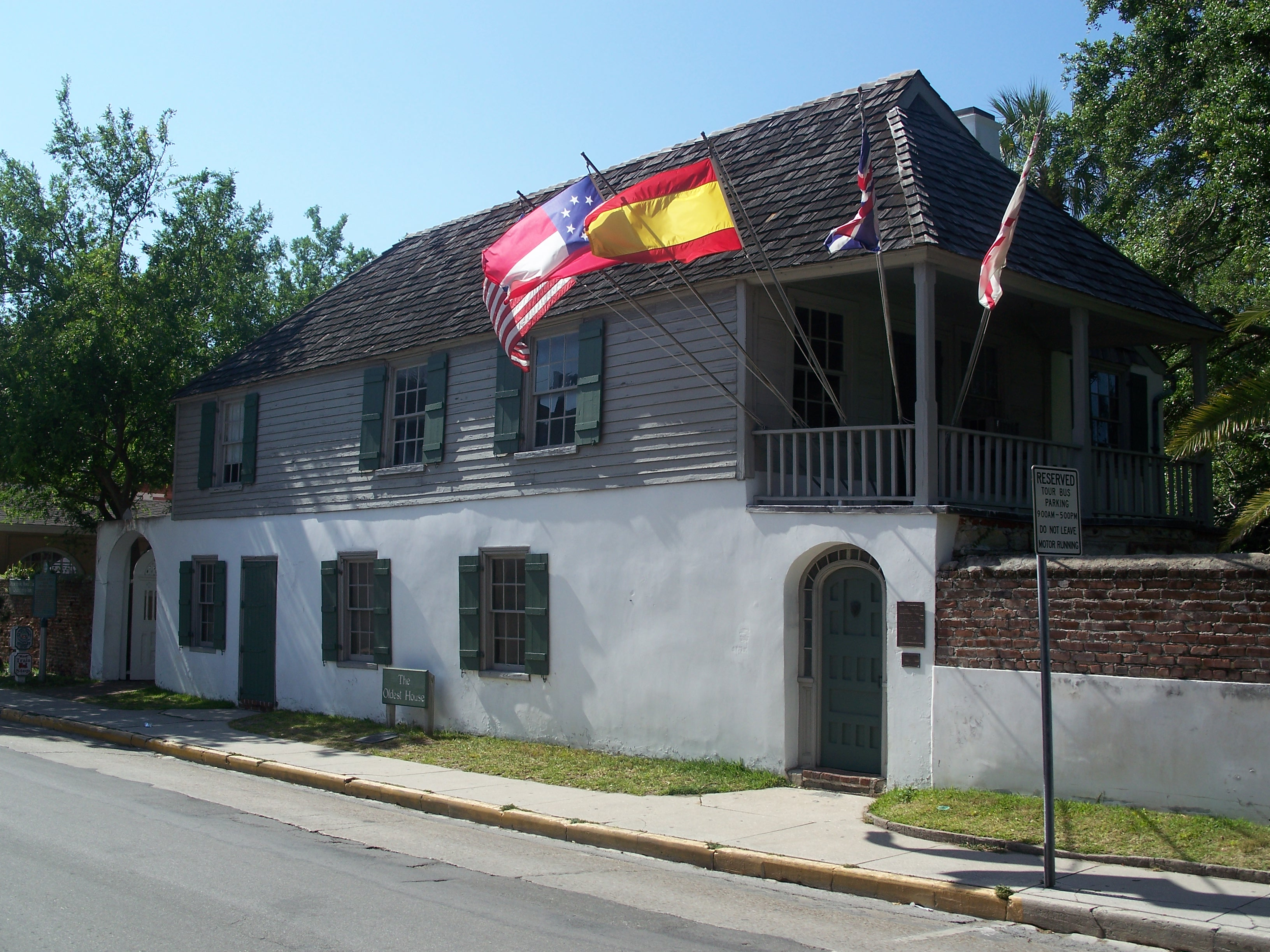
Gonzalez-Alvarez House, St. Augustine (Florida), erbaut 1723, spanischer Kolonialstil

Mit den älteren spanischen Siedlungen in der Karibik und Mexiko entwickelt, lässt sich der spanische Stil in den Vereinigten Staaten bis auf die Gründung von St. Augustine (Florida) im Jahr 1565 zurückverfolgen.
Der älteste Haustyp in Florida sind die sogenannten „board houses“, kleine Einzimmerhütten aus Weichholzbrettern, oft mit Schilfrohrdächern. Im 18. Jahrhundert entwickelten sich die "Common Houses", die mit weißem Anwurf aus einer Mischung von Mörtel und Muschelkalk bedeckt waren. Meist waren sie zweistöckig und hatten Laubenumgänge zur Kühlung.
Im Südwesten der USA orientierte sich der Pueblostil an der Bauweise der indianischen Pueblo-Kultur dieser Region.
In Alta California (dem heutigen Kalifornien) entwickelte sich vor allem im Süden eine Variante dieses Stils, die sich an der Architektur der spanischen Missionsstationen anlehnte, wie sie zwischen 1769 und 1823 gebaut wurden. Aufgrund der großen Entfernungen war Holz und anderes Baumaterial knapp, die Architektur war daher größtenteils Adobe-basiert.

### Niederländischer Kolonialstil

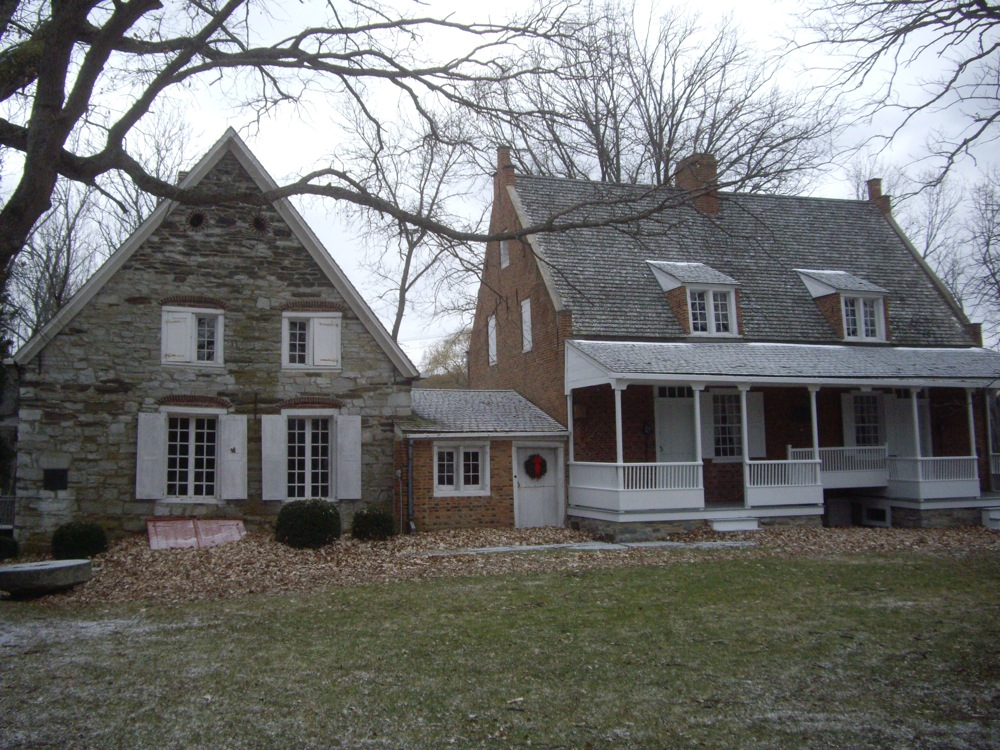
Bronck House, Coxsackie (New York), erbaut 1663; Niederländischer Kolonialstil

Der niederländische Kolonialstil wurde um 1630 mit der Ankunft niederländischer Siedler in Nieuw Amsterdam und dem Tal des Hudson River im heutigen Bundesstaat New York. Ursprünglich bauten die Siedler kleine Einzimmerhäuser mit Steinmauern und einem sehr steilen Dach, wodurch Raum für ein zusätzliches Geschoss entstand. Um 1670 waren zweigeschossige Giebelhäuser in Nieuw Amsterdam üblich.
In den ländlichen Siedlungen entwickelte sich das niederländische Farmhaus mit regelmäßigem Grundriss und Brandgiebeln. Um 1720 wurde das Gambrel-Dach aus dem englischen Siedlungsraum übernommen, bei dem jede Dachfläche zwei unterschiedliche Neigungswinkel hat. Meist war es überhängend, um die darunterliegenden Mauern zu schützen.

### Deutscher Kolonialstil

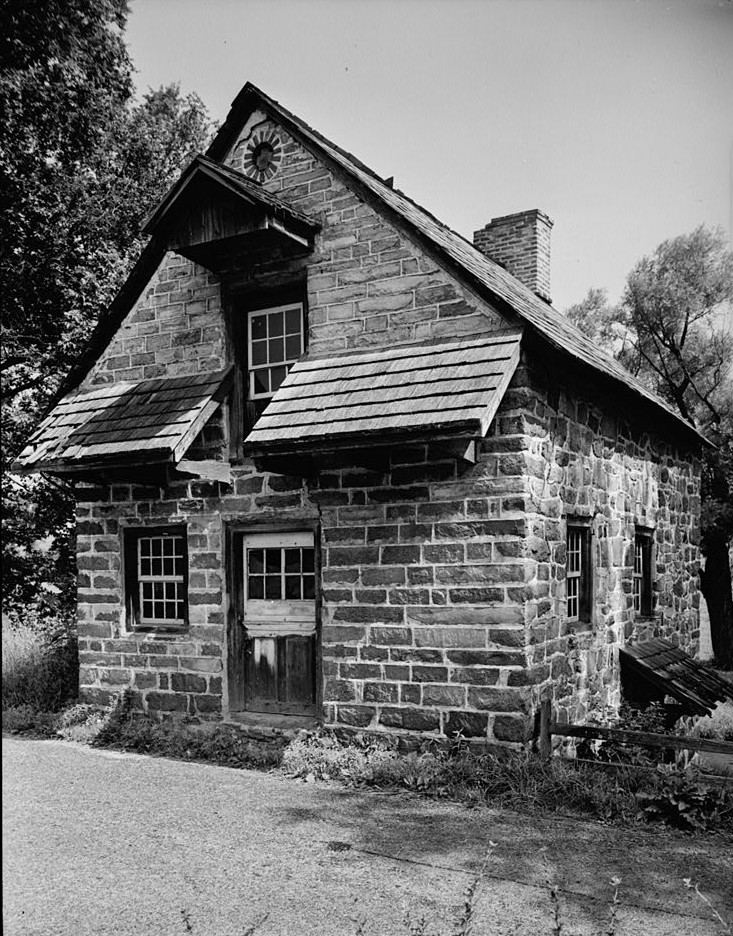
De Turck House, Oley (Pennsylvania) erbaut 1767, Deutscher Kolonialstil

Dieser Stil wurde nach etwa 1675 entwickelt, als das Tal des Delaware River von Kolonisten aus Deutschland und Nordeuropa besiedelt wurde – eine wichtige Untergruppierung waren die Pennsylvania Dutch. Der zu dieser Zeit in diesen Ländern übliche Fachwerkbau wurde insofern modifiziert, als meist im Erdgeschoss Feldstein und im ersten Stock Holz verwendet wurde. Später dann wurde Feldstein zum üblichen Baumaterial, als sich die Häuser von einfachen Einzimmer-Cottages zu größeren Farmhäusern weiterentwickelten.
Populär war das sogenannte „bank house“, das zum Zweck des Schutzes gegen Hitze und Kälte in einen Hügelhang gebaut wurde.
Im Pennsylvania jener Zeit war auch das zweistöckige "country townhouse" üblich.

### Georgianischer Kolonialstil

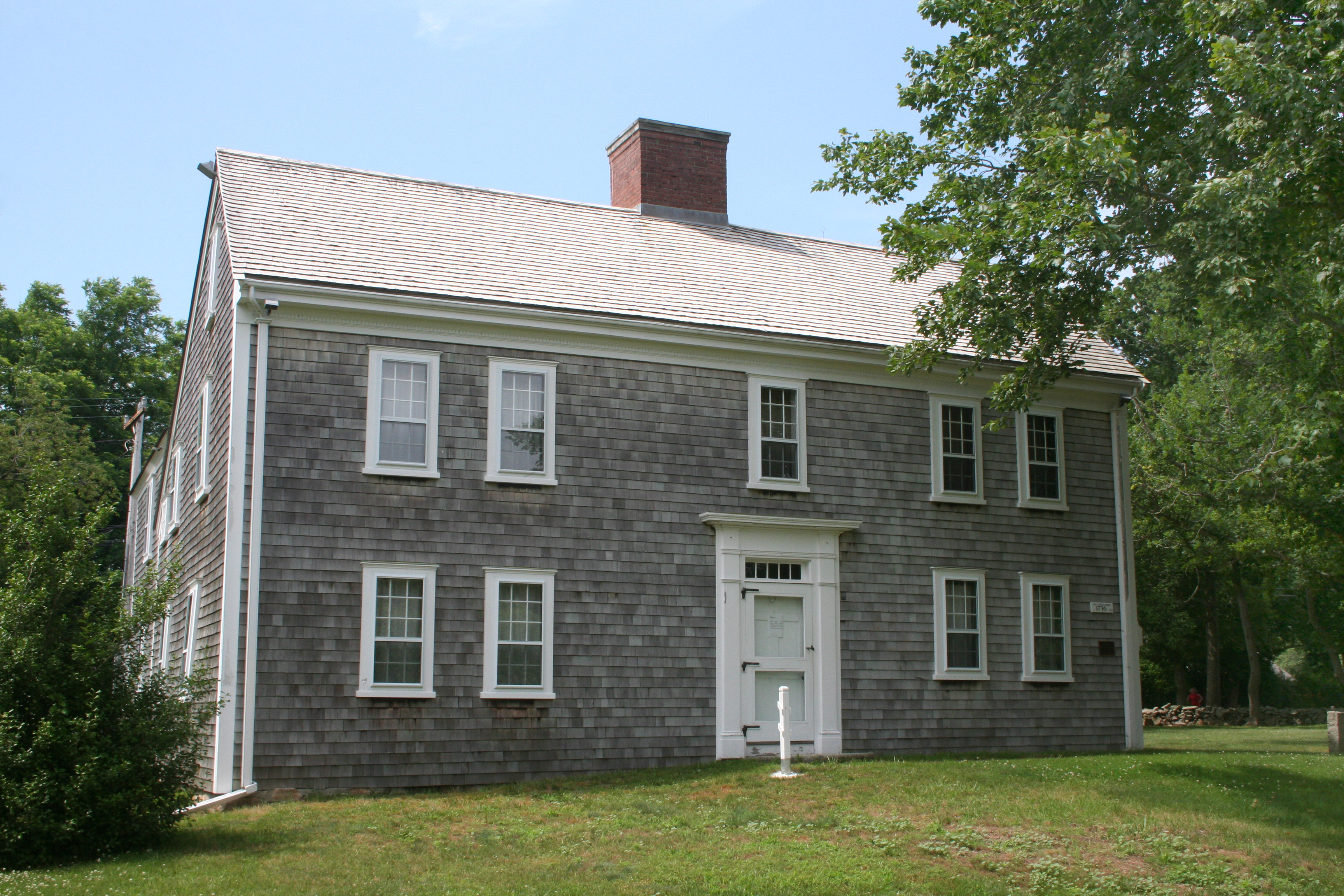
Josiah Dennis House, Dennis, Massachusetts, erbaut 1735, georgianischer Kolonialstil

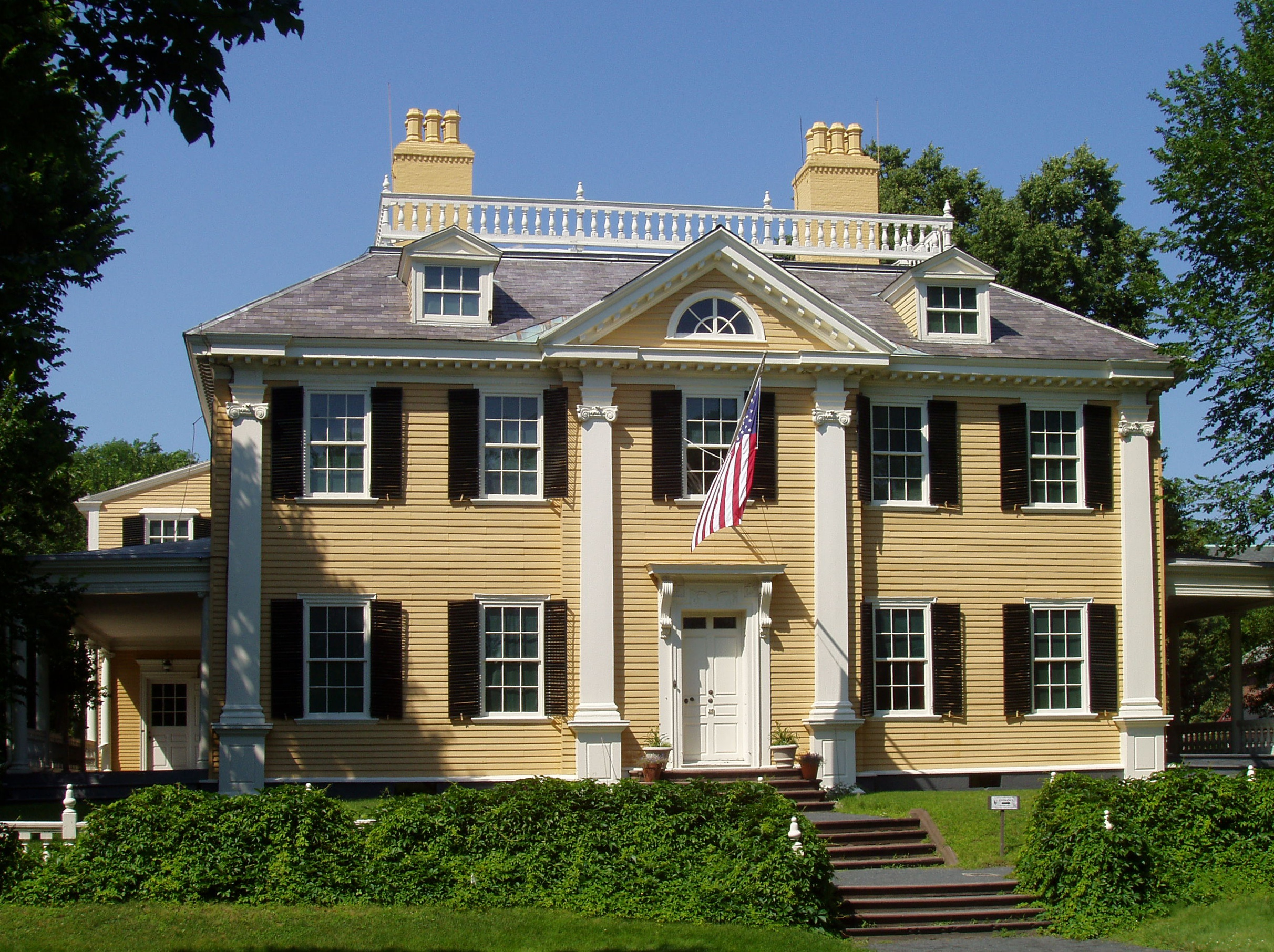
John Vassall House in Cambridge (Massachusetts), erbaut 1759

Die koloniale Version der Georgianischen Architektur war etwa 1720–1780 in Neuengland und den Mittelatlantikstaaten verbreitet.
Die Charakteristika dieses Stils sind ein rechteckiger Grundriss und Symmetrie in der Anordnung, insbesondere eine genau in der Mitte befindliche Eingangstüre, sowie gerade Linien bei den Fenstern im Erdgeschoss und im ersten Stock. Oberhalb der Türe befindet sich üblicherweise ein Ziergiebel und an ihrer Seite Pilaster. Die Türe führt zu einer Eingangshalle mit Stiegenhaus, von der aus alle Räume abzweigen. Georgianische Bauten in englischer Manier waren typischerweise aus Ziegeln mit hölzernen, weiß gestrichenen Tür- und Fensterrahmen. In Amerika gab es neben Ziegelbauten auch solche mit Holzverschalung. Oft wurden die Häuser als Ganzes weiß (oder blassgelb) angemalt, was sie von anderen Strukturen unterscheidet, die nicht bemalt sind.
Ein Haus im georgianischen Kolonialstil hat üblicherweise ein formell definiertes Wohnzimmer, ein Esszimmer und manchmal ein Familienzimmer. Es gibt einen oder zwei Kamine, die sehr groß sein können. Die Steinwände waren bis zu 2 Fuß (etwa 70 cm) breit, was mit dem Nichtvorhandensein eines Holzgerüstes zusammenhängt.
Einflussreich für die Verbreitung des Stils war das 1759 erbaute Haus von John Vassall in Cambridge, Massachusetts. Vassall war ein Offizier der britischen Miliz und wohlhabender Händler, sein Haus gilt als eines der meist-kopierten der Kolonialarchitektur. Das Haus wurde später das Hauptquartier George Washingtons bei der Belagerung von Boston 1775/76 und Wohnhaus des Dichters Henry Wadsworth Longfellow. Es ist heute nationale Gedenkstätte für die Belagerung von Boston sowie Leben und Werk Longfellows.
Nach dem Amerikanischen Unabhängigkeitskrieg (von 1775 bis 1783) entwickelte sich auf der Grundlage des Georgianischen Kolonialstils sowie des Palladianismus britischer Herkunft zunächst der Federal Style und dann das Greek Revival. Dieses fand eine besondere Ausprägung in der Antebellum-Architektur der Südstaaten, die bis zum Sezessionskrieg 1861 fortwirkte und neben Einflüssen des Klassizismus ab den 1840er Jahren auch solche des Historismus aufnahm.